# Borborophyes
Borborophyes is een geslacht van wantsen uit de familie van de Nepidae (Waterschorpioenen). Het geslacht werd voor het eerst wetenschappelijk beschreven door Carl Stål in 1870.

## Soorten
Het genus bevat de volgende soorten:

- Borborophyes mayri Stål, 1870